# ريك أوكون
ريك أوكون (بالألمانية: Rick Okon) هو ممثل ألماني، وُلد في الثالث عشر من شهر أبريل لعام 1989 في شفيدت - أودر في ألمانيا.

## حياته
حصل أوكون على شهادة الثانوية الألمانية في عام 2009 في مدرسة رالشتيدت الثانوية في هامبورج، وبعد ذلك أدى الخدمة العسكرية.
تلقى دروسًا متخصصة في التمثيل في«مدرسة نيو تالنت للتمثيل» من عام 2005 إلى عام 2010، ودرس التمثيل من عام 2010 وحتى عام 2014 في جامعة بابلسبرج كونراد فولف في بوستدام.
و كان أول ظهور لأكون في المسلسل التلفزيوني (قسم المدينة الكبيرة: Großstadtrevier) في عام 2006، ومنذ ذلك الحين يمثل أكون في أعمال تلفزيونية وسينمائية.
كان أول دور رئيس لأوكون هو فيلم روميوس (Romeos) والذي لعب فيه دور الشاب لوكاس المتحول جنسيًا، وفي عام 2013 رُشح لجائزة الممثل الألماني عن فئة أفضل ممثل صاعد عن هذا الدور. وبعد ذلك لعب أوكون في عام 2013 شخصية هانز الذي يعاني من متلازمة أسبرجر في الفيلم التلفزيوني (قطعة للجميع: Ein Schnitzel für alle) وعليه رُشح لجائزة جونتر- شتريك التلفزيونية وأيضًا لجائزة الأكادمية الألمانية للتلفاز. في عام 2015 مثل أوكون في المسلسل الكندي (الشركة اكس: X Company) الذي صُور في بودابست، ورُشح أوكون لجائزة Canadian Screen Awards عن فئة أفضل ممثل ضيف.
أصبح أوكون منذ عام 2018 المحقق الجديد في مسلسل تاتورت في دورتموند ليلعب دور أحد المحقق الرئيس يان بافلك. ومثل في عام 2018 أيضًا شخصية كلاوس هوفمان في المسلسل العالمي (القارب: Das Boot).
يعيش أوكون في برلين وهامبورج

## أعماله

### الأفلام السينمائية
- 2010: Rock It!
- 2011: Romeos (روميوس)
- 2011: Wechselspiel (لعبة التبديل)
- 2014: Ein Geschenk der Götter (هدية الآلهة)
- 2017: Die Unsichtbaren – Wir wollen leben (الغير مرئيون- نحن سوف نعيش)

### المسلسلات التلفزيونية
- 2006: Großstadtrevier (Serie, Folge Hallo Chef) (قسم المدينة الكبيرة، حلقة مرحبًا يا رئيس)
- 2008: Tatort (Reihe, Folge Und Tschüss) (تاتورت، حلقة وإلى اللقاء)
- 2008: Einsatz in Hamburg (Reihe, Folge Tödliches Spiel) (مهمة في هامبورج، حلقة اللعبة المميتة)
- 2009: Krimi.de (Serie, Folge Coco unter Verdacht) (جريمة. أل، حلقة كوكو مشتبه به)
- 2009: Unter anderen Umständen (Reihe, Folge Auf Liebe und Tod) (في ظروف أخرى، حلقة في الحب والموت)
- 2010: Die Pfefferkörner (Serie, Folge Die Schuldenfalle) (حبوب الفلفل، حلقة واقعة الذنب)
- 2011: Bella Block (Reihe, Folge Der Fahrgast und das Mädchen) (بلوك بيلا، حلقة المسافر والفتاة)
- 2011: Stubbe – Von Fall zu Fall (Reihe, Folge Querschläger)
- 2011: Da kommt Kalle (Serie, Folge Freunde für immer) (ها يأتي كاليه، حلقة أصدقاء دائمًا)
- 2012: Alles Bestens (كل الجيد)
- 2012: Fliegen lernen (السفر التعلم)
- 2012: Bissige Hunde (كلاب عاضة)
- 2012: Flemming (Serie, Folge Panikraum) (فليمنج، حلقة غرفة الذعر)
- 2012: Kommissar Stolberg (Serie, Folge Klassenkampf) (المحقق شتولبيرج، حلقة عراك الفصل)
- 2013, 2017: Letzte Spur Berlin (Serie, verschiedene Rollen, 3 Folgen) (آخر أثر برلين، لعب أوكون أدوار مختلفة في ثلاث حلاقات)
- 2013: Tatort (Folge Freunde bis in den Tod) (تاتورت، حلقة أصدقاء حتى في الموت)
- 2013: Ein Schnitzel für alle (قطعة للجميع)
- 2014: Küstenwache (Serie, Folge Täuschungsmanöver) (خفر السواحل، حلقة مناورة التضليل)
- 2014: Schmidt – Chaos auf Rezept (Serie, Folge Wahnsinn) (شميدت- كارثة الوصفة، حلقة الجنون)
- 2014: Die Chefin (Serie, Folge Hinterhalt) (الرئيسة، حلقة الكمين)
- 2014: Helen Dorn (Reihe, Folge Unter Kontrolle) (هيلين دورن، حلقة تحت السيطرة)
- 2014: Heldt (Serie, Folge Schmerzensgeld) (هيلدت، حلقة نقود الألم)
- 2014: SOKO Köln (Serie, Folge Der Anwalt und der Kommissar) (سوكو كولونيا، حلقة المحامي والمفتش)
- 2015, 2016: SOKO Leipzig (Serie, verschiedene Rollen, 3 Folgen) (سوكو لايبزيش، لعب أوكون شخصيات مختلفة في ثلاث حلقات)
- 2015: Schuld nach Ferdinand von Schirach (Serie, Folge Volksfest) (ذنب، حلقة العيد الشعبي)
- 2015: Der Alte (Serie, Folge Vaterliebe) (العجوز، حلقة حب الأب)
- 2015: Notruf Hafenkante (Serie, Folge Die unüblichen Verdächtigen) (نداء طوارئ هافنكانته، حلقة مشتبهون غير معتادون)
- 2015–2016: X Company (Serie, 3 Folgen) (الشركة اكس، ثلاث حلقات)
- 2015: Mordkommission Istanbul (Reihe, Folge Ausgespielt) (محققون القتل إسطنبول)
- 2015: Kommissarin Heller (Reihe, Folge Schattenriss) (المحققة هيلير، حلقة سلويت)
- 2016: Die Stadt und die Macht (Sechsteiler, 5 Folgen) (المدينة والسلطة، مثل أوكون خمس حلقات)
- 2016: Operation Zucker: Jagdgesellschaft (العملية سكر: مجتمع الصيد)
- 2016: Tatort (Folge Kartenhaus) (تاتورت، حلقة منزل من البطاقات)
- 2016: Dresden Mord (Reihe, Folge Nachtgestalten) (جريمة قتل في دريسدن، حلقة شكل الليل)
- 2017: Spreewaldkrimi (Reihe, Folge Spiel mit dem Tod) (الجريمة في شبيرفالد، حلقة اللعب مع الموت)
- 2017: Laim und die Zeichen des Todes (ليام وعلامات الموت)
- 2017: Marie Brand und der Liebesmord (ماري براند ومقتل الحب)
- 2017: Der Kriminalist (Serie, Folge Schattenmädchen) (المجرم، حلقة فتاة الظل)
- 2017: Wilsberg (Folge Straße der Tränen) (فلسبرج، حلقة شارع الدموع)
- 2017: Lobbyistin (Serie, 6 Folgen) (شخصية ضغط، مثل أوكون في ست حلقات)
- 2018: Stralsund (Reihe, Folge Das Phantom) (شترالزوند، حلقة الطيف)
- 2018: Tatort (Folge Tollwut) (تاتورت، حلقة الغضب الرائع)
- 2018: Tatort (Folge Tod und Spiele) (تاتورت، حلقة موت ولعب)
- 2018: Das Boot (Serie) (القارب)
- 2019: Tatort (Folge Zorn) (تاتورت، حلقة الغضب)

### الأفلام القصيرة
- 2011: Carmen (كارمن)
- 2012: Stufe Drei (الدرجة ثلاثة)
- 2012: Somewhere else (أي مكان أيضًا)
- 2014: Talfallzug
- 2014: Start Mode (وضع البداية)
- 2014: Trennungstraining (تدريب الانفصال)

إضافة إلى العديد من مشاريع الأفلام القصيرة التابعة لجامعة بابلسبرج السينمائية

## وصلات خارجية
- ريك أوكون على موقع IMDb (الإنجليزية)
- ريك أوكون على موقع روتن توميتوز (الإنجليزية)
- ريك أوكون على موقع مونزينجر (الألمانية)
- ريك أوكون على موقع ألو سيني (الفرنسية)
- ريك أوكون على موقع أول موفي (الإنجليزية)
- ريك أوكون على موقع قاعدة بيانات الفيلم (الإنجليزية)
- ريك أوكون على موقع كينوبويسك (الروسية)
- صفحة ريك أوكون على موقع IMDB
- الموقع الرسمي لريك أوكون